# Primera batalla de Tikrit
La batalla de Tikrit fue una batalla que tuvo lugar en la ciudad homónima, en Irak. Acabó con la victoria del Estado Islámico y sus aliados contra las Fuerzas Armadas Iraquíes.

## Ofensiva de Tikrit
El 26 de junio, las fuerzas gubernamentales lanzaron un asalto aerotransportado en Tikrit, en el que tres o cuatro helicópteros volaron hasta un estadio en la universidad de la ciudad. Uno de los aparatos fue derribado y se estrelló en el estadio, mientras que otro tuvo que realizar un aterrizaje de emergencia tras sufrir una falla mecánica. La tripulación del segundo helicóptero, que incluía un piloto libanés, fue capturada por los insurgentes.
Estallaron intensos combates en torno al recinto universitario, mientras francotiradores militares se posicionaban en edificios altos del campus. En las primeras horas del asalto, un helicóptero de combate golpeó el recinto del hospital de la ciudad. El día siguiente, los combates proseguían en la universidad, y se enviaron a milicianos chiíes entrenados en Irán, que aseguraron haber capturado todos los edificios altos del campus universitario.
El 28 de junio, helicópteros de combate llevaron a cabo ataques aéreos contra los insurgentes que estaban atacando a las tropas del campus. Desde hacía tres días, la ciudad había recibido ataques aéreos continuados, incluyendo bombas de barril. Una ofensiva terrestre sin cuartel se puso en marcha durante el día en un intento de capturar la ciudad.
Una columna de tropas partió de Samarra en dirección a Tikrit, hacia el norte, y al atardecer habían llegado al borde de la ciudad. Otra columna se dirigió a la base aérea del Campo Speicher. Los informes iniciales de fuentes gubernamentales afirmaban haber capturado Tikrit, pero a pesar de los intensos combates librados durante la noche en las afueras de la ciudad, la ciudad en sí continuó bajo control insurgente. Esa noche, los helicópteros atacaron una reunión de personas preparándose para una ceremonia de boda en el pueblo de Al Bu Hayazi, al este de Tikrit, matando a cuatro civiles.
Al día siguiente, las tropas se retiraron de Tikrit, dirigiéndose a Diyala, al sur de la ciudad, tras encontrarse con una fuerte resistencia mientras intentaban reagruparse. Los combates continuaron cerca de la universidad y la base aérea, que aparentemente había sido capturada por el ejército. Durante el día, otro helicóptero iraquí sobrevolando Tikrit fue derribado y estrelló cerca de un mercado, y el ejército envió tanques a la universidad para unirse a los combates. Un portavoz del ejército iraquí afirmó que habían matado a 124 terroristas por todo Irak en las últimas 24 horas, incluyendo 70 en Tikrit. También aseguró que el Ejército había conseguido hacerse con el control de la universidad. Sin embargo, los residentes locales dijeron que la única presencia en la ciudad era la del Estado Islámico. Más tarde estallaron enfrentamientos en una zona 20 kilómetros al sur del centro de Tikrit, hacia Samarra. Los yihadistas realizaron algunos avances hasta ser detenidos 10 kilómetros al sur de Tikrit. Además, cinco aviones de combate Su-25, los primeros de una serie de entregas militares prometidas por Rusia, llegaron a Bagdad al final del día.
El 30 de junio, las fuerzas gubernamentales trataron de salir de la base aérea para unirse con las tropas en la universidad, pero fracasaron tras encontrarse con una intensa resistencia en la zona de al-Deum. Si bien los combates prosiguieron en el sur de Tikrit, la ofensiva para capturar la ciudad se había quedado estancada. Una fuente militar indicó que el gobierno estaba acumulando fuerzas en Samarra, con las que pretendía realizar otro intento para capturar Tikrit.
Mientras tanto, al sur de Tikrit, el ejército consiguió recapturar el pueblo de Mukeishifa tras matar a 40 yihadistas, según otra fuente militar.